# Nikola Jurčević
Nikola Jurčević (Zagreb, Croacia, 14 de septiembre de 1966) es un exfutbolista y entrenador de fútbol croata. Actualmente está sin club.

## Clubes

### Como jugador
| Club             | País       | Año       |
| ---------------- | ---------- | --------- |
| Dinamo Zagreb    | Yugoslavia | 1984-1986 |
| NK Zagreb        | Yugoslavia | 1986-1988 |
| Royal Antwerp    | Bélgica    | 1988-1989 |
| NK Zagreb        | Yugoslavia | 1989-1991 |
| Austria Salzburg | Austria    | 1991-1995 |
| SC Freiburg      | Alemania   | 1995-1997 |
| Austria Salzburg | Austria    | 1997-1999 |

### Como entrenador
| Club                             | País       | Año       |
| -------------------------------- | ---------- | --------- |
| NK Zagreb                        | Croacia    | 2002-2003 |
| Dinamo Zagreb                    | Croacia    | 2003-2004 |
| Austria Salzburg                 | Austria    | 2005      |
| Slaven Belupo Koprivnica         | Croacia    | 2005      |
| Selección de Croacia (Asistente) | Croacia    | 2006-2012 |
| Lokomotiv Moscú (Asistente)      | Rusia      | 2012-2013 |
| Beşiktaş (Asistente)             | Turquía    | 2013-2015 |
| West Ham United (Asistente)      | Inglaterra | 2015-2017 |
| Dinamo Zagreb                    | Croacia    | 2018      |
| Selección de Azerbaiyán          | Azerbaiyán | 2019      |
| Selección de Libano              | Líbano     | 2023      |

## Selección nacional
Fue internacional con la selección de fútbol de Croacia participó en 19 partidos marcando 2 goles incluyendo partidos de la Eurocopa 1996 celebrada en Inglaterra.

### Participaciones en Eurocopa
| Torneo        | Sede       | Resultado        |
| ------------- | ---------- | ---------------- |
| Eurocopa 1996 | Inglaterra | Cuartos de final |

### Goles internacionales
| # | Fecha                   | Rival     | Marcador | Resultado | Competición                         |
| - | ----------------------- | --------- | -------- | --------- | ----------------------------------- |
| 1 | 17 de agosto de 1994    | Israel    | 3-0      | 4-0       | Amistoso                            |
| 2 | 15 de noviembre de 1995 | Eslovenia | 2-1      | 2-1       | Clasificación para la Eurocopa 1996 |

- Datos: Q876948